# Хаптичке површине
Хаптичке површине и простор су све зоне дохвата руку и ногу одређене антропометријским карактеристикама човека у седећем и стојећем положају.
Дохвати руку и ногу могу бити различити што зависи колико је рука, односно нога испружена у лакту, односно колену. Што је рука или нога испруженија веће је деловање статичког и динамичког напора што резултује и већим енергетским губицима, бржим замарањем при раду, непрецизнијим покретима итд. Из тих разлога у ергономији се при уређењу радног места разликују три зоне дохвата руку:
1. оптимална зона или нормални дохват, зона у којој човек може да ради у дужем времену са највећом брзином, тачношћу, са минималним напором и замарањем. Та зона је одређена положајем руку где подлактица и надлактица затварају угао од 90°степени, али руке врше природне покрете.
2. функционална зона је одређена испружањем руке, односно угао који затварају подлактица и надлактица је већи од 90° али руке врше природне физиолошке покрете
3. максимална зона дохвата коју чине максимални дохвати када је рука испужена у лакту

При пројектовању техничких средстава и радног простора треба увек тежити таквој организацији рада где ће се користити оптимална зона дохвата, док остале зоне су дозвољене у изузетним ситуацијама и у краћем времену. Таквим пројектовањем се обезбеђује удобан и угодан рад радника. Максимална зона дохвата се користи да би се одредило место оних елемената машине, односно радног места који су извор потенцијалне опасности како би се тако организовали (пројектовали) да буду ван домашаја радника при раду.